# Varennes-sur-Seine
Pour les articles homonymes, voir Varennes.
Varennes-sur-Seine est une commune française située dans le département de Seine-et-Marne en région Île-de-France.

## Géographie

### Localisation
Varennes-sur-Seine est à 3 km au sud-ouest de Montereau-Fault-Yonne.

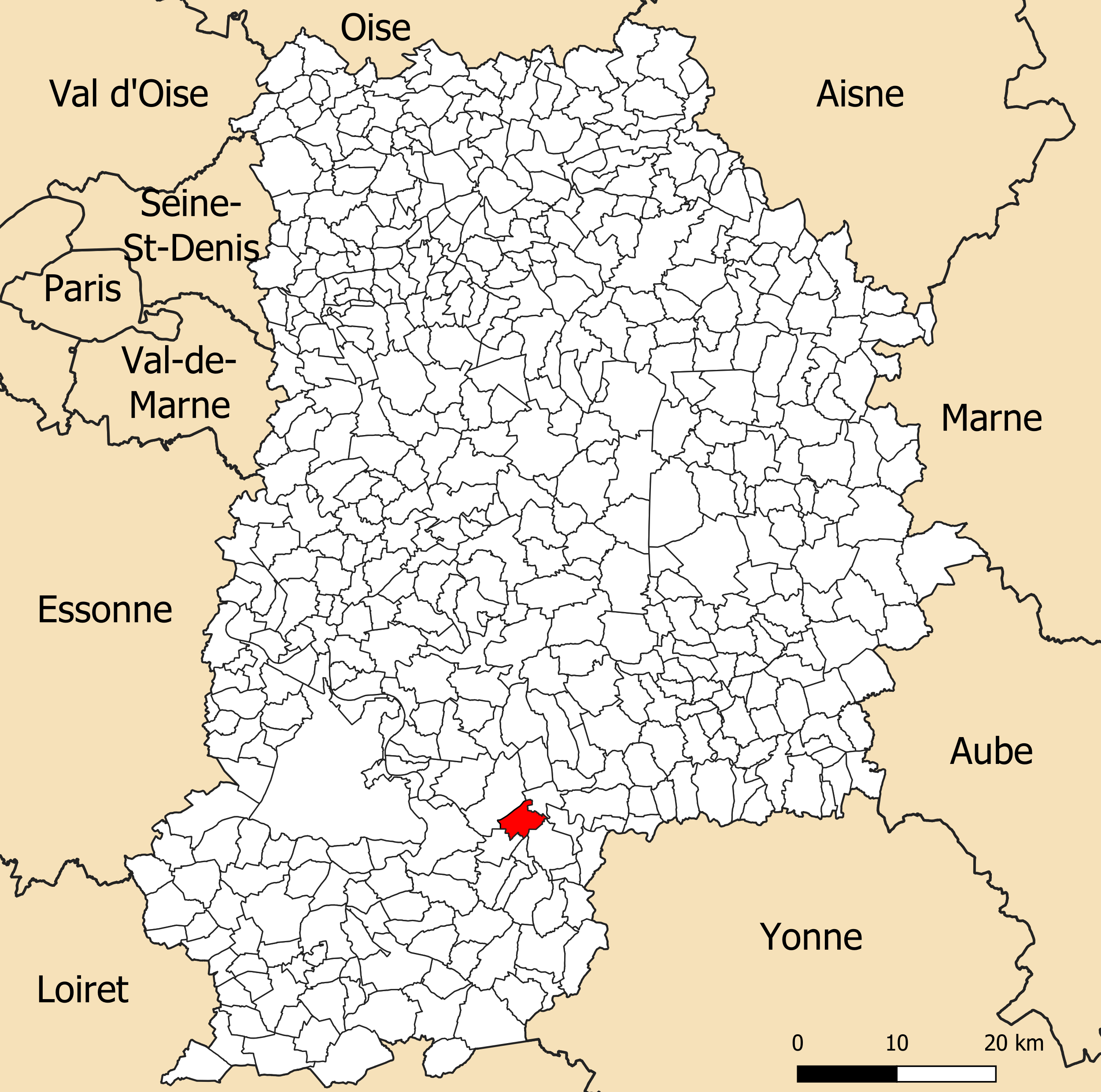
Localisation de Varennes-sur-Seine dans le département de Seine-et-Marne

### Communes limitrophes

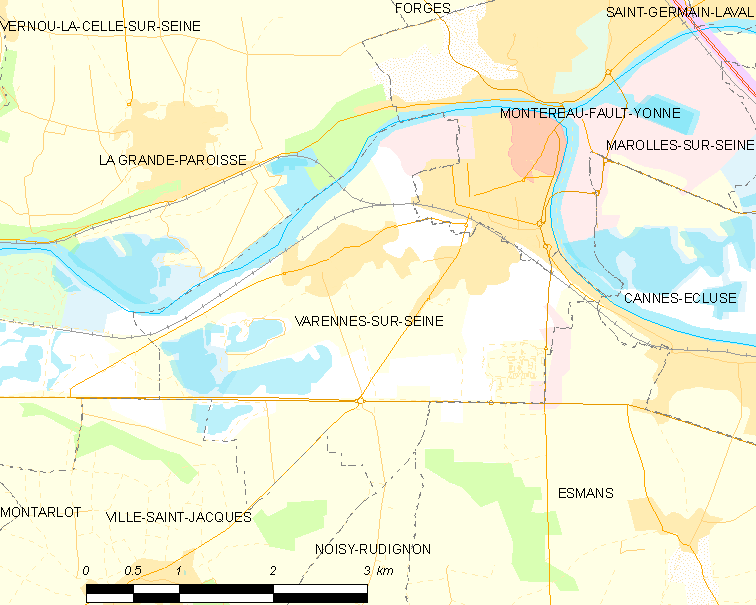
Carte des communes limitrophes de Varennes-sur-Seine.

| La Grande-Paroisse  |                    | Montereau-Fault-Yonne |
|                     | Varennes-sur-Seine | Cannes-Écluse         |
| Ville-Saint-Jacques | Noisy-Rudignon     | Esmans                |

### Géologie et relief
La commune est classée en zone de sismicité 1, correspondant à une sismicité très faible.
L'altitude varie de 47 mètres à 83 mètres pour le point le plus haut , le centre du bourg se situant à environ 49 mètres d'altitude (mairie)
.

### Hydrographie

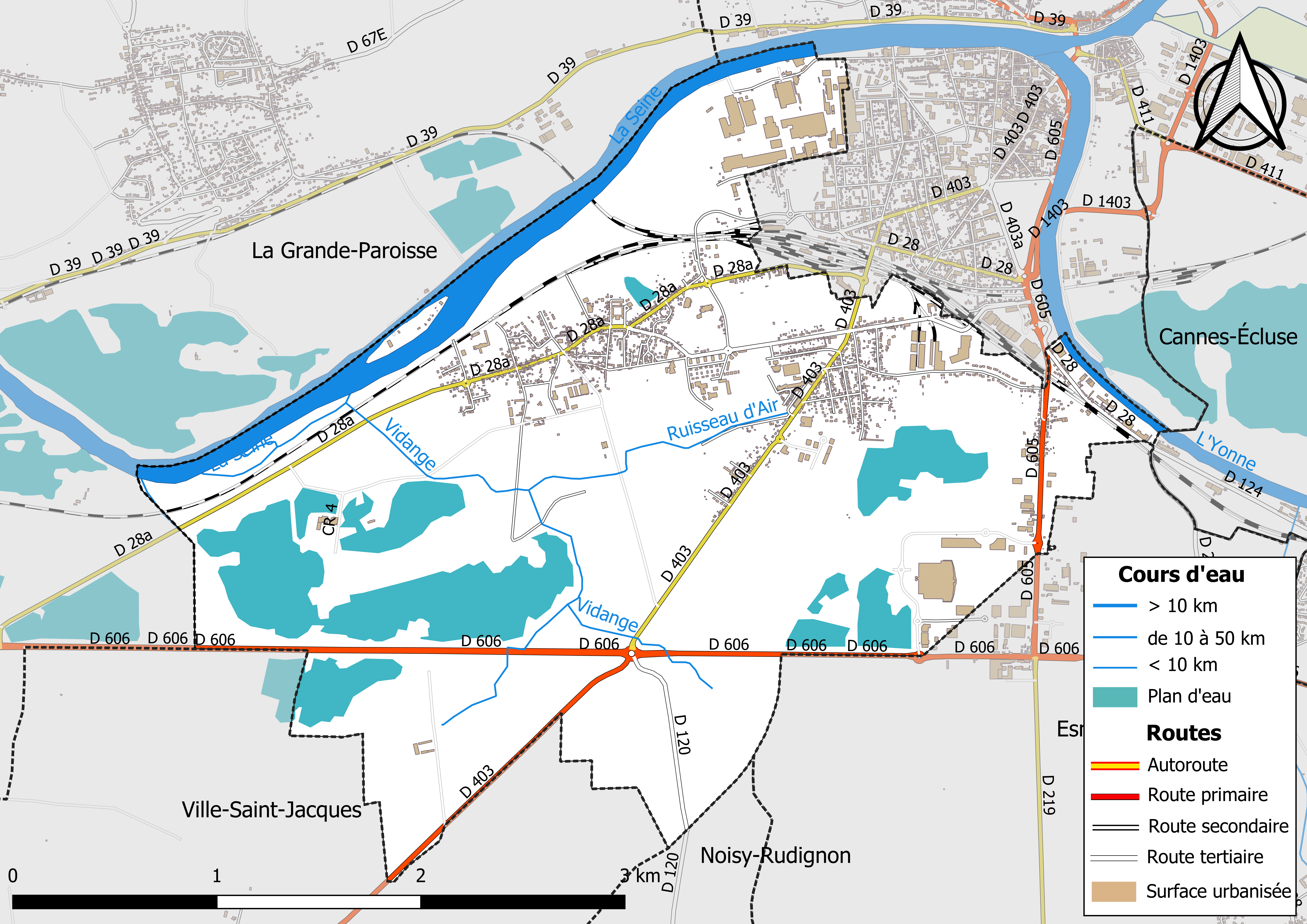
Carte des réseaux hydrographique et routier de Varennes-sur-Seine.

Le réseau hydrographique de la commune se compose de neuf cours d'eau référencés :
- la Seine, fleuve long de 774,76 km[3] en limite nord-ouest de la commune, ainsi que :
  - un bras de 0,52 km[4] ;
  - un bras de 0,82 km[5] ;
    - une vidange de 2,77 km[6], qui conflue dans un bras de la Seine ;
      - le ruisseau d'Air, 1,43 km[7], et ;
      - une vidange de 0,89 km[8], qui confluent avec la vidange de la Seine ;

  - une vidange de 0,38 km[9] ;
  - la dérivation de Varennes 0,94 km[10] ;
  - l’Yonne, longue de 292,34 km[11], principal affluent gauche de la Seine.

La commune est aussi baignée  de quelques plans d’eau, lacs et étangs.
La longueur totale des cours d'eau sur la commune est de 8,31 km.

### Climat
Pour des articles plus généraux, voir Climat de l'Île-de-France et Climat de Seine-et-Marne.
En 2010, le climat de la commune est de type climat océanique dégradé des plaines du Centre et du Nord, selon une étude du CNRS s'appuyant sur une série de données couvrant la période 1971-2000. En 2020, Météo-France publie une typologie des climats de la France métropolitaine dans laquelle la commune est exposée à un climat océanique altéré et est dans la région climatique Nord-est du bassin Parisien, caractérisée par un ensoleillement médiocre, une pluviométrie moyenne régulièrement répartie au cours de l’année et un hiver froid (3 °C).
Pour la période 1971-2000, la température annuelle moyenne est de 11,3 °C, avec une amplitude thermique annuelle de 15,6 °C. Le cumul annuel moyen de précipitations est de 702 mm, avec 10,9 jours de précipitations en janvier et 7,2 jours en juillet. Pour la période 1991-2020, la température moyenne annuelle observée sur la station météorologique la plus proche, située sur la commune de La Brosse-Montceaux à 8 km à vol d'oiseau, est de 12,0 °C et le cumul annuel moyen de précipitations est de 652,9 mm,. Pour l'avenir, les paramètres climatiques de la commune estimés pour 2050 selon différents scénarios d'émission de gaz à effet de serre sont consultables sur un site dédié publié par Météo-France en novembre 2022.

### Milieux naturels et biodiversité

#### Réseau Natura 2000

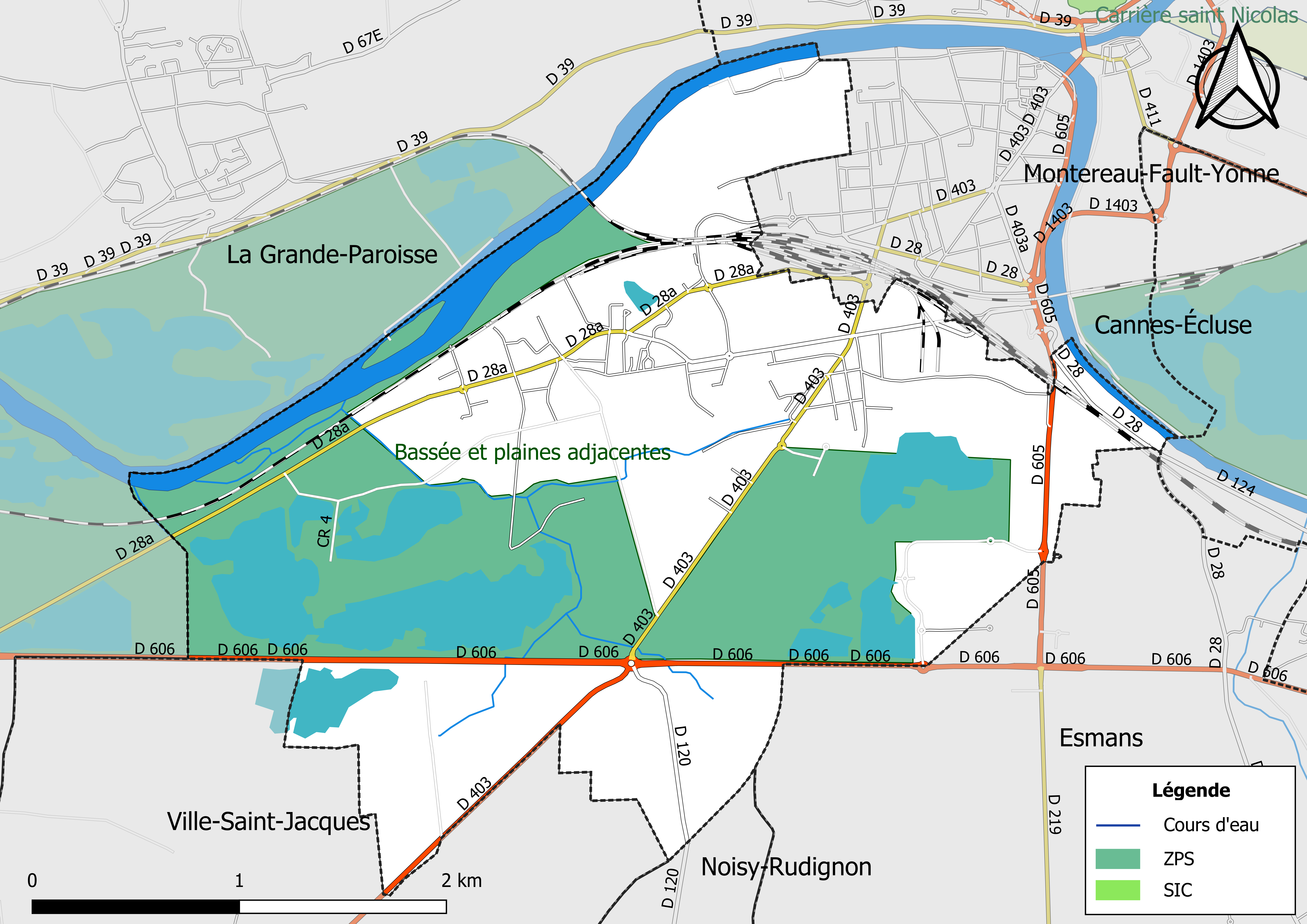
Sites Natura 2000 sur le territoire communal.

Le réseau Natura 2000 est un réseau écologique européen de sites naturels d’intérêt écologique élaboré à partir des Directives « Habitats » et « Oiseaux ». Ce réseau est constitué de Zones spéciales de conservation (ZSC) et de Zones de protection spéciale (ZPS). Dans les zones de ce réseau, les États Membres s'engagent à maintenir dans un état de conservation favorable les types d'habitats et d'espèces concernés, par le biais de mesures réglementaires, administratives ou contractuelles.
Un  site Natura 2000 a été défini sur la commune au titre de la « directive Oiseaux », :  
- la « Bassée et plaines adjacentes », d'une superficie de 27 643 ha, une vaste plaine alluviale de la Seine bordée par un coteau marqué au nord et par un plateau agricole au sud. Elle abrite une importante diversité de milieux qui conditionnent la présence d’une avifaune très riche[21],[22].

#### Zones naturelles d'intérêt écologique, faunistique et floristique
L’inventaire des zones naturelles d'intérêt écologique, faunistique et floristique (ZNIEFF) a pour objectif de réaliser une couverture des zones les plus intéressantes sur le plan écologique, essentiellement dans la perspective d’améliorer la connaissance du patrimoine naturel national et de fournir aux différents décideurs un outil d’aide à la prise en compte de l’environnement dans l’aménagement du territoire.
Le territoire communal de Varennes-sur-Seine comprend une ZNIEFF de type 1,,, 
l'« Étang du Grand Marais au Petit Fossard » (66,11 ha).
, et une ZNIEFF de type 2,, 
la « vallée de la Seine entre Vernou et Montereau » (1 626,19 ha), couvrant 8 communes du département.

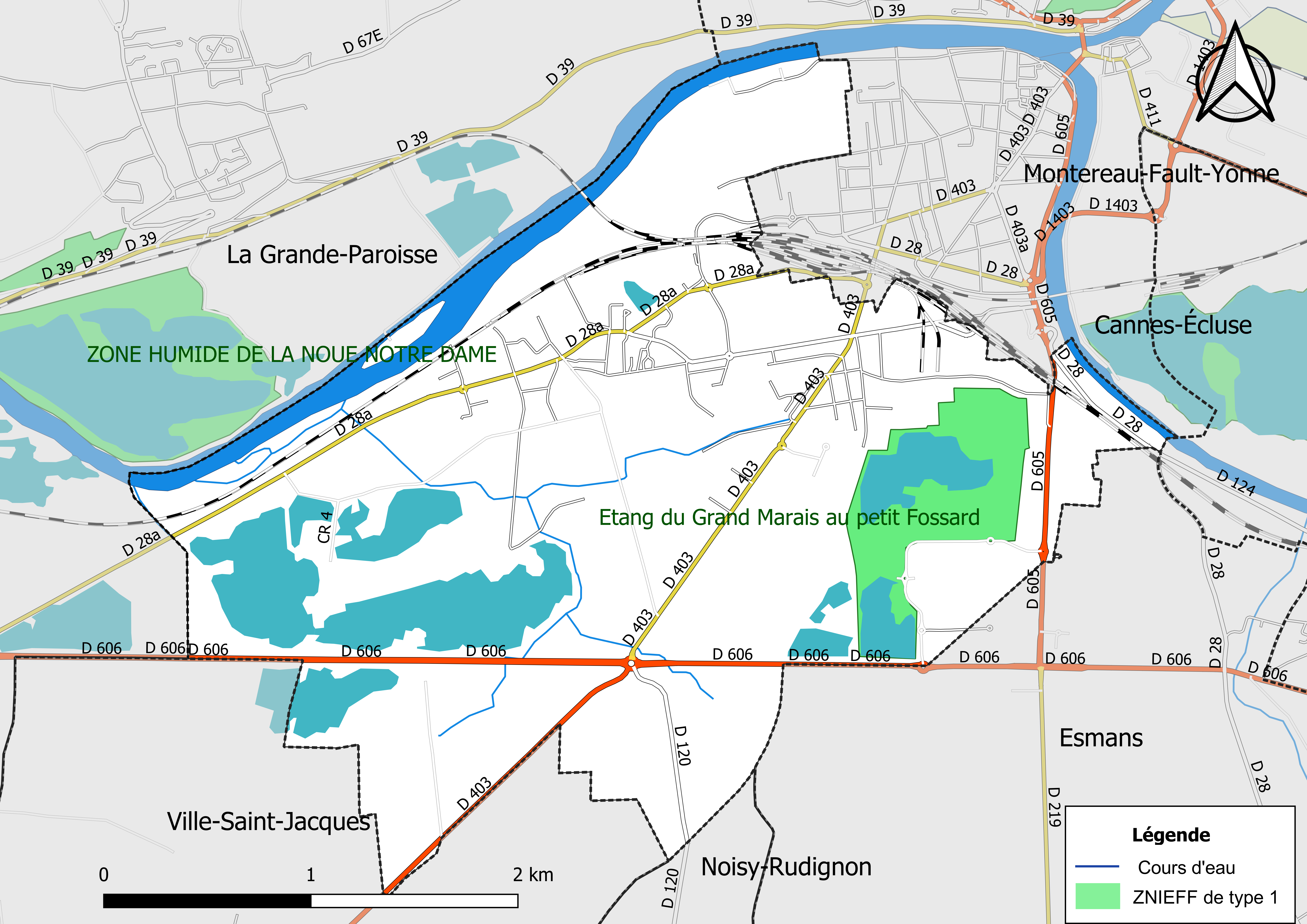
Carte des ZNIEFF de type 1 de la commune.
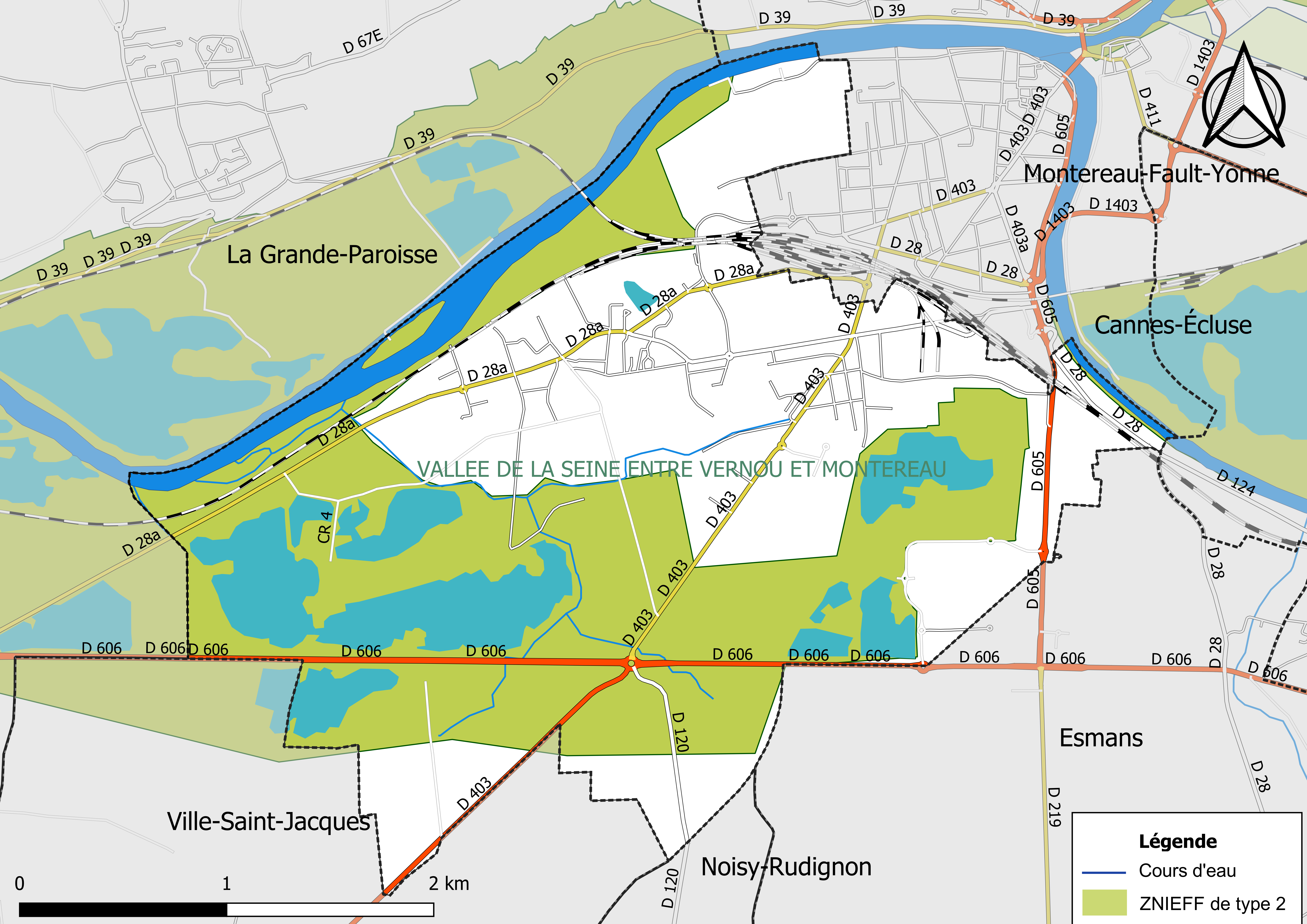
Carte des ZNIEFF de type 2 de la commune.

## Urbanisme

### Typologie
Au 1er janvier 2024, Varennes-sur-Seine est catégorisée ceinture urbaine, selon la nouvelle grille communale de densité à sept niveaux définie par l'Insee en 2022.
Elle appartient à l'unité urbaine de Montereau-Fault-Yonne, une agglomération intra-départementale regroupant quatre  communes, dont elle est une commune de la banlieue,,. Par ailleurs la commune fait partie de l'aire d'attraction de Paris, dont elle est une commune de la couronne,. Cette aire regroupe 1 929 communes,.

### Lieux-dits et écarts
La commune compte 61 lieux-dits administratifs répertoriés consultables ici dont Maison Rouge, le Petit Fossard (source : le fichier Fantoir).

### Occupation des sols
L'occupation des sols de la commune, telle qu'elle ressort de la base de données européenne d’occupation biophysique des sols Corine Land Cover (CLC), est marquée par l'importance des territoires agricoles (52,1 % en 2018), en diminution par rapport à 1990 (75,1 %). La répartition détaillée en 2018 est la suivante : 
terres arables (34,6% ), zones urbanisées (19,1% ), eaux continentales (15,6% ), zones agricoles hétérogènes (11,2% ), zones industrielles ou commerciales et réseaux de communication (8% ), prairies (6,2% ), espaces verts artificialisés, non agricoles (2,7% ), mines, décharges et chantiers (2,5 %).
Parallèlement, L'Institut Paris Région, agence d'urbanisme de la région Île-de-France, a mis en place un inventaire numérique de l'occupation du sol de l'Île-de-France, dénommé le MOS (Mode d'occupation du sol), actualisé régulièrement depuis sa première édition en 1982. Réalisé à partir de photos aériennes, le Mos distingue les espaces naturels, agricoles et forestiers mais aussi les espaces urbains (habitat, infrastructures, équipements, activités économiques, etc.) selon une classification pouvant aller jusqu'à 81 postes, différente de celle de Corine Land Cover,,. L'Institut met également à disposition des outils permettant de visualiser par photo aérienne l'évolution de l'occupation des sols de la commune entre 1949 et 2018.

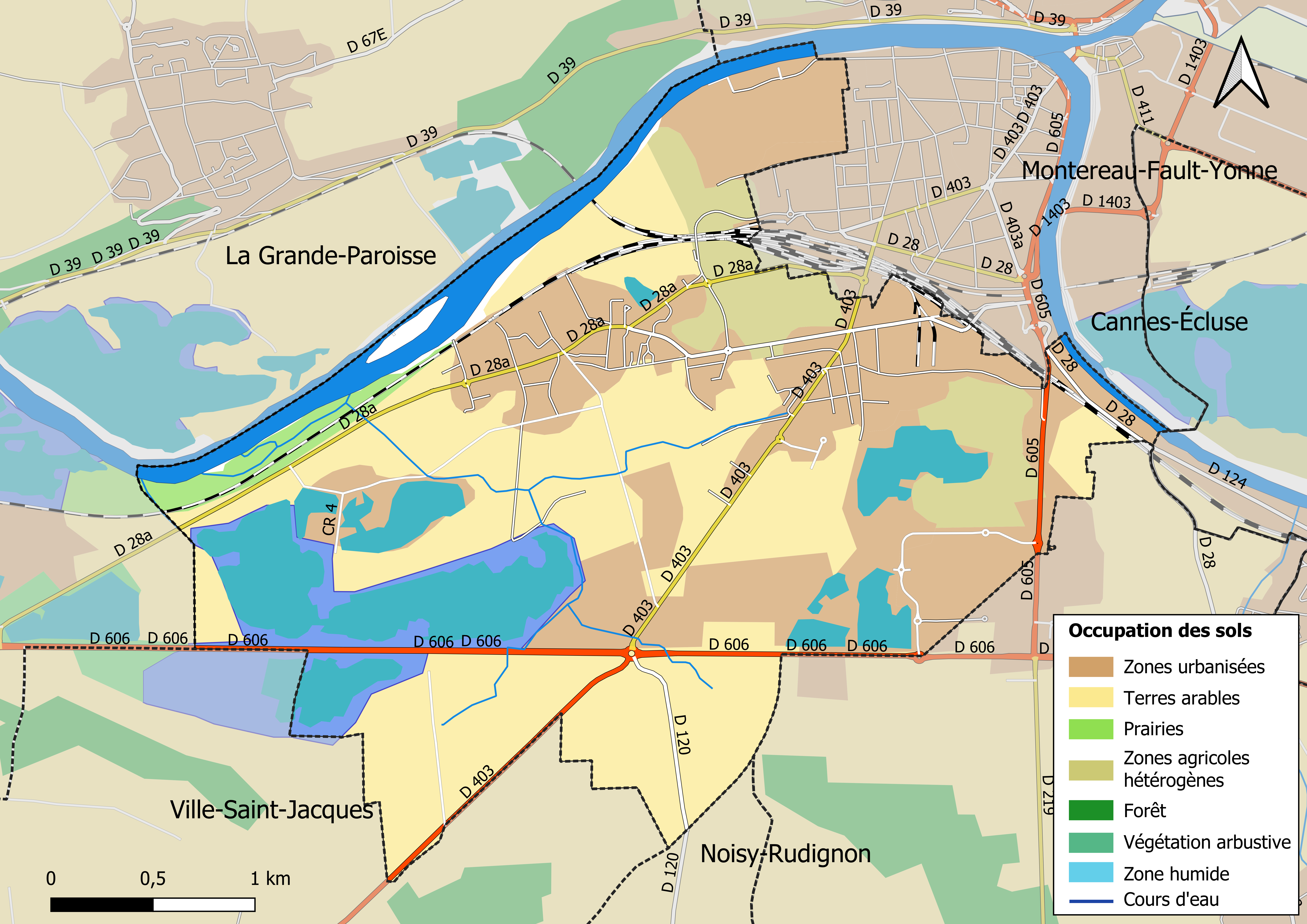
Carte des infrastructures et de l'occupation des sols en 2018 (CLC) de la commune.
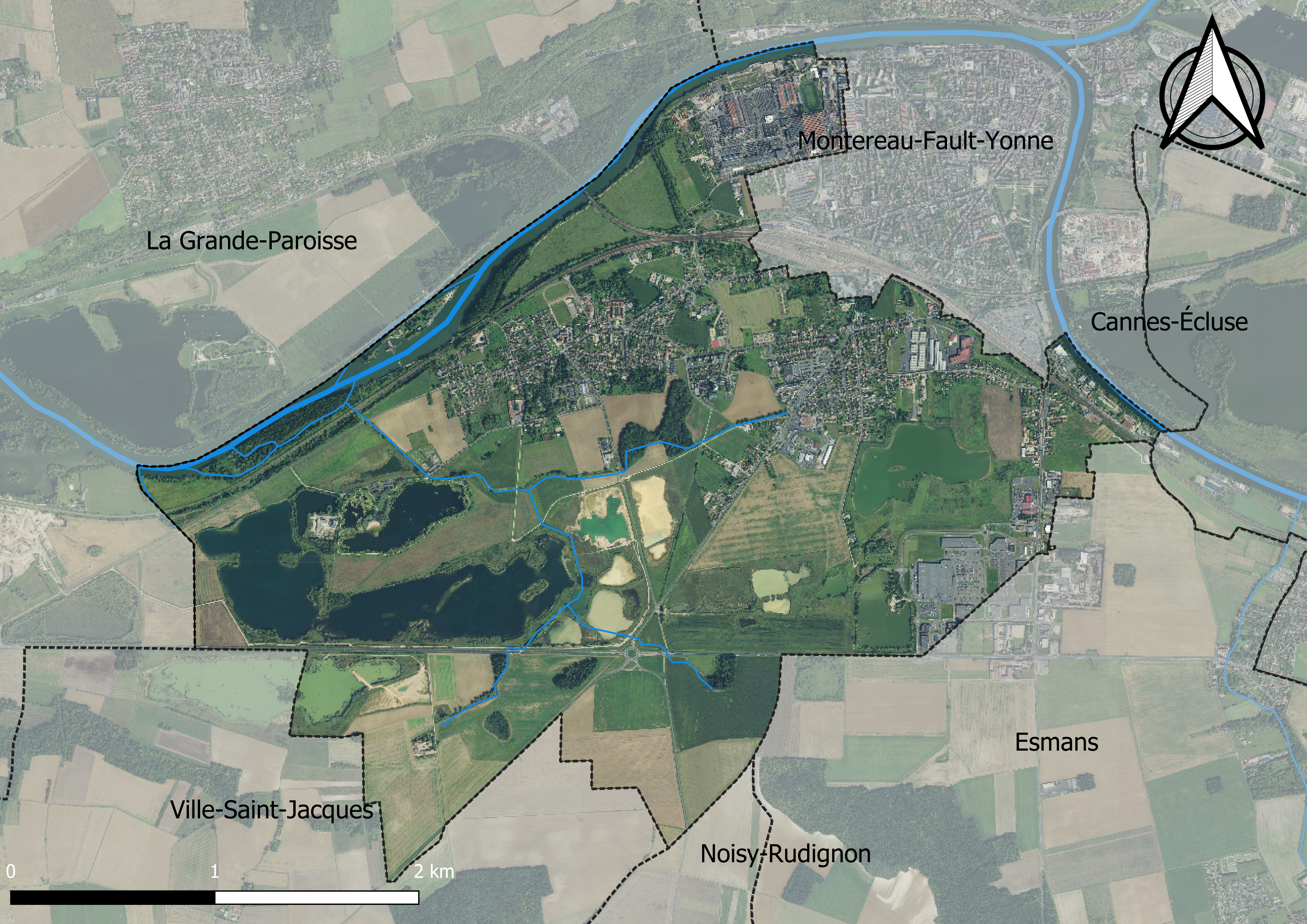
Carte orhophotogrammétrique de la commune.

### Planification
La loi SRU du 13 décembre 2000 a incité les communes à se regrouper au sein d’un établissement public, pour déterminer les partis d’aménagement de l’espace au sein d’un SCoT, un document d’orientation stratégique des politiques publiques à une grande échelle et à un horizon de 20 ans et s'imposant aux documents d'urbanisme locaux, les PLU (Plan local d'urbanisme). La commune est dans le territoire du SCOT Seine et Loing, dont le projet a été arrêté le 3 juillet 2019, porté par le syndicat mixte d’études et de programmation (SMEP) Seine et Loing rassemblant à la fois 44 communes et trois communautés de communes.
La commune, en 2019, avait engagé l'élaboration d'un plan local d'urbanisme.

### Logement
En 2016, le nombre total de logements dans la commune était de 1 549 dont 70,3 % de maisons et 28,5 % d'appartements.
Parmi ces logements, 91,1 % étaient des résidences principales, 1,7 % des résidences secondaires et 7,1 % des logements vacants.
La part des ménages fiscaux propriétaires de leur résidence principale s'élevait à 61,4 % contre 36,7 % de locataires dont, 24,1 % de logements HLM loués vides (logements sociaux) et, 1,9 % logés gratuitement.

### Voies de communication et transports

#### Transports
La commune est desservie par les lignes suivantes :
- Ligne 18A du réseau de bus Vallée du Loing - Nemours ;
- Lignes Ea et Eb du réseau de bus Pays de Montereau ;
- Lignes 3250 et 3261 du réseau de bus Provinois - Brie et Seine.

## Toponymie
Le nom de la localité est mentionné sous les formes Warannes vers 1172 ; Decima de Varennis en 1173 ; Vaurannes en 1243 ; Varannae en 1255 ; Varannes en 1265 ; Varanes en 1276 ; Varainnes en 1289 ; Varesnes vers 1332 ; Warennes lez Mousterel en 1354 ; Les granches et les marais de Varannes en 1463 ; Varennes sur Seyne en 1505 ; Varene les Montereau fault Yonne en 1564.
Pluriel de l'oïl varenne « terrain où il est défendu de chasser ou de pêcher sans la permission du seigneur ».
Le nom de Varennes-sur-Seine a été substitué à celui de Varennes par décret du 11 novembre 1911.
La Seine est un fleuve français qui coule dans le Bassin parisien.

## Histoire
Des fouilles archéologiques ont mis au jour, sur le lieu-dit du « grand marais », une fosse à céréales, contenant les squelettes de six femmes inhumées durant le IVe siècle av. J.-C.
Le 22 juin 1479, le roi Louis XI confirma les privilèges de la ville octroyés par Charles VI auparavant, par ses lettres patentes, lors de son séjour à Provins.

## Politique et administration

### Liste des maires
| Période                                  | Période                  | Identité                                | Étiquette | Qualité |
| ---------------------------------------- | ------------------------ | --------------------------------------- | --------- | --- |
| Les données manquantes sont à compléter. |                          |                                         |           | |
| mars 1959                                | octobre 1992 (démission) | Jean Séjourné (1922-2013)               | PCF       | Agent de maîtrise EDF                                                                                         |
| octobre 1992                             | septembre 2008           | Jean Mitot (1935- )                     | PCF       | Enseignant, syndicaliste Premier adjoint (1971 → 1992) Vice-président de la CC des Deux Fleuves (2003 → 2008) |
| 6 septembre 2008                         | En cours                 | José Ruiz(1954- ) Réélu en 2014 et 2020 | PCF-FG    | Ingénieur urbaniste Vice-président de la CC du Pays de Montereau                                              |

## Équipements et services

### Eau et assainissement
L’organisation de la distribution de l’eau potable, de la collecte et du traitement des eaux usées et pluviales relève des communes. La loi NOTRe de 2015 a accru le rôle des EPCI à fiscalité propre en leur transférant cette compétence. Ce transfert devait en principe être effectif au 1er janvier 2020, mais la loi Ferrand-Fesneau du 3 août 2018 a introduit la possibilité d’un report de ce transfert au 1er janvier 2026,.

#### Assainissement des eaux usées
En 2020, la gestion du service d'assainissement collectif de la commune de Varennes-sur-Seine est assurée par la communauté de communes Pays de Montereau (CCPM) pour la collecte, le transport et la dépollution. Ce service est géré en délégation par une entreprise privée, dont le contrat arrive à échéance le 31 décembre 2026,,.
L’assainissement non collectif (ANC) désigne les installations individuelles de traitement des eaux domestiques qui ne sont pas desservies par un réseau public de collecte des eaux usées et qui doivent en conséquence traiter elles-mêmes leurs eaux usées avant de les rejeter dans le milieu naturel. La communauté de communes Pays de Montereau (CCPM) assure pour le compte de la commune le service public d'assainissement non collectif (SPANC), qui a pour mission de vérifier la bonne exécution des travaux de réalisation et de réhabilitation, ainsi que le bon fonctionnement et l’entretien des installations. Cette prestation est déléguée à la SAUR, dont le contrat arrive à échéance le 31 décembre 2026,.

#### Eau potable
En 2020, l'alimentation en eau potable est assurée par la communauté de communes Pays de Montereau (CCPM) qui en a délégué la gestion à l'entreprise Veolia, dont le contrat expire le 31 décembre 2026,.
Les nappes de Beauce et du Champigny sont classées en zone de répartition des eaux (ZRE), signifiant un déséquilibre entre les besoins en eau et la ressource disponible. Le changement climatique est susceptible d’aggraver ce déséquilibre. Ainsi afin de renforcer la garantie d’une distribution d’une eau de qualité en permanence sur le territoire du département, le troisième Plan départemental de l’eau signé, le 3 octobre 2017, contient un plan d’actions afin d’assurer avec priorisation la sécurisation de l’alimentation en eau potable des Seine-et-Marnais. A cette fin a été préparé et publié en décembre 2020 un schéma départemental d’alimentation en eau potable de secours dans lequel huit secteurs prioritaires sont définis. La commune fait partie du secteur Bocage.

## Population et société

### Démographie
L'évolution du nombre d'habitants est connue à travers les recensements de la population effectués dans la commune depuis 1793. Pour les communes de moins de 10 000 habitants, une enquête de recensement portant sur toute la population est réalisée tous les cinq ans, les populations de référence des années intermédiaires étant quant à elles estimées par interpolation ou extrapolation. Pour la commune, le premier recensement exhaustif entrant dans le cadre du nouveau dispositif a été réalisé en 2005.

En 2022, la commune comptait 3 724 habitants, en évolution de +8,6 % par rapport à 2016 (Seine-et-Marne : +3,92 %, France hors Mayotte : +2,11 %).
| 1793 | 1800 | 1806 | 1821 | 1831 | 1836 | 1841 | 1846 | 1851 |
| ---- | ---- | ---- | ---- | ---- | ---- | ---- | ---- | ---- |
| 270  | 265  | 277  | 280  | 378  | 395  | 383  | 429  | 508  |

| 1856 | 1861 | 1866 | 1872 | 1876 | 1881 | 1886 | 1891 | 1896 |
| ---- | ---- | ---- | ---- | ---- | ---- | ---- | ---- | ---- |
| 516  | 556  | 560  | 586  | 561  | 509  | 612  | 632  | 762  |

| 1901 | 1906 | 1911  | 1921  | 1926  | 1931  | 1936  | 1946  | 1954  |
| ---- | ---- | ----- | ----- | ----- | ----- | ----- | ----- | ----- |
| 849  | 865  | 1 011 | 1 063 | 1 354 | 1 636 | 1 742 | 1 742 | 2 211 |

| 1962  | 1968  | 1975  | 1982  | 1990  | 1999  | 2005  | 2006  | 2010  |
| ----- | ----- | ----- | ----- | ----- | ----- | ----- | ----- | ----- |
| 2 793 | 3 069 | 3 290 | 2 900 | 3 055 | 3 153 | 3 159 | 3 155 | 3 355 |

| 2015  | 2020  | 2022  | - | - | - | - | - | - |
| ----- | ----- | ----- | - | - | - | - | - | - |
| 3 429 | 3 660 | 3 724 | - | - | - | - | - | - |

### Enseignement
- Écoles maternelle et primaire, collège et lycée.

### Médias
Le Varennes info, instauré par José Ruiz, recense toutes les activités, actions et nouvelles de la commune.

## Économie

### Revenus de la population et fiscalité
En 2017, le nombre de ménages fiscaux de la commune était de 1 434, représentant 3 560 personnes et la  médiane du revenu disponible par unité de consommation  de 20 140 euros.

### Emploi
En 2017 , le nombre total d’emplois dans la zone était de 1 833, occupant 1 291 actifs  résidants.
Le taux d'activité de la population (actifs ayant un emploi) âgée de 15 à 64 ans s'élevait à 61,1 % contre un taux de chômage de 12,4 %.
Les 26,6 % d’inactifs se répartissent de la façon suivante : 10,6 % d’étudiants et stagiaires non rémunérés, 7,4 % de retraités ou préretraités et 8,6 % pour les autres inactifs.

### Entreprises et commerces
En 2017, le nombre d'établissements actifs était de 160 dont 3 dans l'agriculture-sylviculture-pêche, 4 dans l’industrie, 10 dans la construction, 128 dans le commerce-transports-services divers et 15  étaient relatifs au secteur administratif.
Ces établissements ont pourvu 1 666 postes salariés.
En 2019,  30 entreprises ont été créées sur le territoire de la commune, dont 23 individuelles.
Au 1er janvier 2020, la commune ne disposait pas d’hôtel et de terrain de camping.

### Agriculture
Varennes-sur-Seine est dans la petite région agricole dénommée la « Bassée » ou « Basse Seine », au sud-est du département. En 2010, l'orientation technico-économique de l'agriculture sur la commune est diverses cultures (hors céréales et oléoprotéagineux, fleurs et fruits).
Si la productivité agricole de la Seine-et-Marne se situe dans le peloton de tête des départements français, le département enregistre un double phénomène de disparition des terres cultivables (près de 2 000 ha par an dans les années 1980, moins dans les années 2000) et de réduction d'environ 30 % du nombre d'agriculteurs dans les années 2010. Cette tendance se retrouve au niveau de la commune où le nombre d’exploitations est passé de 9 en 1988 à 4 en 2010. Parallèlement, la taille de ces exploitations augmente, passant de 86 ha en 1988 à 152 ha en 2010.
Le tableau ci-dessous présente les principales caractéristiques des exploitations agricoles de Varennes-sur-Seine, observées sur une période de 22 ans : 
|                                      | 1988 | 2000  | 2010 |
| ------------------------------------ | ---- | ----- | ---- |
| Dimension économique,                |      |       |      |
| Nombre d’exploitations (u)           | 9    | 7     | 4    |
| Travail (UTA)                        | 21   | 14    | 9    |
| Surface agricole utilisée (ha)       | 773  | 1 061 | 607  |
| Cultures                             |      |       |      |
| Terres labourables (ha)              | 763  | 1 055 | 596  |
| Céréales (ha)                        | 470  | 690   | 367  |
| dont blé tendre (ha)                 | 293  | 465   | 239  |
| dont maïs-grain et maïs-semence (ha) | 111  | 90    | s    |
| Tournesol (ha)                       | 59   | s     |      |
| Colza et navette (ha)                | s    | s     | 63   |
| Élevage                              |      |       |      |
| Cheptel (UGBTA)                      | 595  | 19    | 34   |

## Culture locale et patrimoine

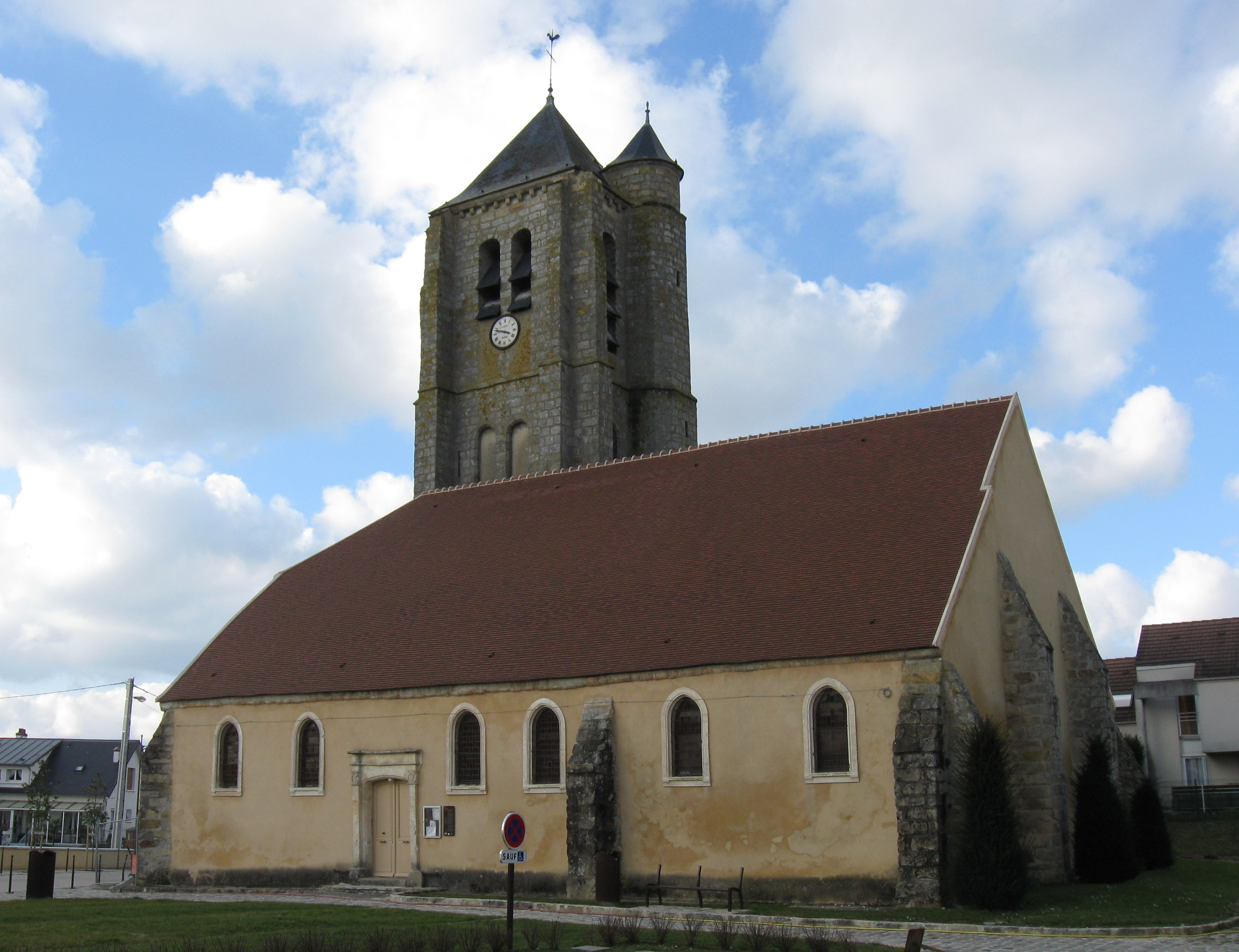
L'église Saint-Lambert.

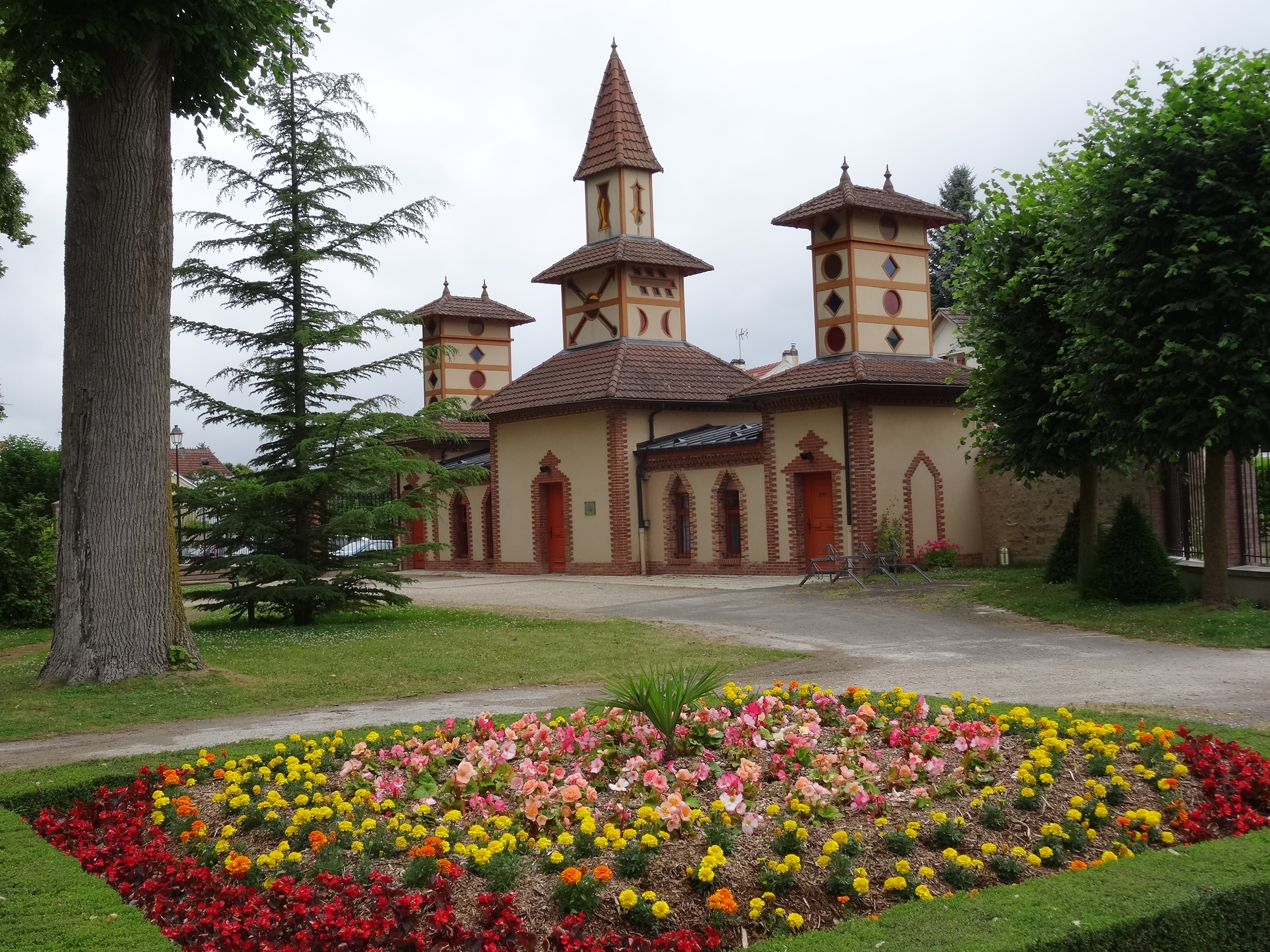
Le parc de la Sauvagerie.

### Lieux et monuments
- L'église Saint-Lambert construite entre les XIIIe et XVe siècles. Inscrite à l’inventaire supplémentaire des monuments historiques en 1946[76],[77].
- Le parc de la Sauvagerie aménagé par Édouard André pour le parfumeur Eugène Rimmel (ancienne orangerie, pavillons exotiques anglo-chinois, roseraie).
- L'espace naturel du Grand Marais, propriété de Pro Natura Ile-de-France, conservatoire régional d'espaces naturels d'Ile-de-France, et géré par l'Association des Naturalistes de la Vallée du Loing et du massif de Fontainebleau[78].
- Le site archéologique du « Marais du Colombier », Groupe de Villeneuve-Saint-Germain, Néolithique ancien[79].

### Personnalités liées à la commune
- Eugène Rimmel (1821-1887), parfumeur et homme d'affaires français, est inhumé dans un caveau de l'ancien cimetière communal.

### Héraldique
| Blason de Varennes-sur-Seine | Blason  | De gueules à la couronne dentée d’or remplis d’une fontaine héraldique et engrenant deux pignons d’or posés en son chef et à sa pointe, celui du chef accosté de deux éclairs adossées d’argent, le tout chaussé d'azur chargé deux épis de blé tigés et feuillés d'or. |
| Blason de Varennes-sur-Seine | Détails | |